# Камни Връх
Камни Връх (на словенски: Kamni Vrh) е село в Словения, регион Средна Словения, община Лития. Според Националната статистическа служба на Република Словения през 2015 г. селото има 35 жители.